# Spîciuvate, Koriukivka
Spîciuvate (în ucraineană Спичувате) este un sat în comuna Naumivka din raionul Koriukivka, regiunea Cernihiv, Ucraina.

## Demografie
Componența lingvistică a localității Spîciuvate
     Ucraineană (100%)
Conform recensământului din 2001, toată populația localității Spîciuvate era vorbitoare de ucraineană (100%).